# Jean-Pierre Roux
Pour les articles homonymes, voir Roux.
 (juin 2017).
Jean-Pierre Roux, né le 5 août 1938 à L'Isle-sur-la-Sorgue (Vaucluse) et mort dans cette même ville le 17 janvier 2013, est un ingénieur et homme politique français.
Maire de L'Isle-sur-la-Sorgue de 1965 à 1971, il est député de la 1re circonscription de Vaucluse entre 1968 et 1973 sous l'étiquette UDR.
Il est réélu député de Vaucluse au scrutin proportionnel en 1986, cette fois-ci sous l'étiquette RPR. Député européen à partir de 1984, il démissionne trois ans plus tard pour cause de cumul de mandats.
Maire d'Avignon (Vaucluse) entre 1983 et 1989, il rouvre l'université d'Avignon.
Candidat à sa succession, il n'est pas réélu en 1989. Il présente sa candidature aux municipales de 1995. Mais sur fond de divisions locales c'est finalement Marie-Josée Roig qui l'emporte.
Il a été conseiller général du canton d'Avignon-Est.

## Biographie
Jean-Pierre Roux est ingénieur en chef des ponts et chaussées. Nommé au service ordinaire de Vaucluse, au titre des autoroutes en 1962, il est nommé en service détaché auprès de l'Assemblée nationale après son élection comme député en 1968.
Affecté au centre d'études techniques de l'équipement d'Aix-en-Provence, il est chargé de la division « circulation exploitation transports » à partir de 1973. Il travaille ensuite au service de navigation de Rhône-Saône, en qualité de chargé de mission.
En 1974, il prend la direction départementale de l'équipement de Vaucluse. Il est alors chargé de la coordination des opérations d'aménagement liées à la construction d'Eurodif-EDF du Tricastin.
Nommé à la direction des affaires économiques et internationales pour l'exportation du service bâtiment et des travaux publics en 1981, il devient ingénieur des services techniques de la Ville de Paris, à la direction de la voirie en 1982.
En 1983, il est élu maire d'Avignon sous l'étiquette RPR.
En service détaché auprès de l'Assemblée des Communautés Européennes en 1984, il est président de la CAECL entre 1986 et 1987 à la Caisse des dépôts et consignations.
Membre de la Commission de surveillance de la Caisse des dépôts et consignations entre 1986 et 1988, il est président du conseil de surveillance du Crédit Local de France de 1987 à 1988.
De nouveau directeur de la voirie pour la vile de Paris à partir de 1988, il est affecté à la Caisse des dépôts et consignations en 1991 en tant que conseiller auprès du directeur général adjoint et, à partir de 1993 il est également directeur des services aux collectivités locales .
Il termine sa carrière en tant que secrétaire général du programme « Développement Solidarité » à la Caisse des dépôts et consignations à partir de 1994.
Il est inhumé dans le cimetière de L'Isle-sur-la-Sorgue (dans le caveau de sa famille paternelle, allée 16).

## Décoration
- -  Chevalier de la Légion d'honneur, par décret du 11 juillet 1997[2].

## Synthèse des mandats
- 21 mars 1965 - 21 mars 1971 : maire de L'Isle-sur-la-Sorgue
- 30 juin 1968 - 1er avril 1973 : député de la 1re circonscription de Vaucluse
- 16 mars 1986 - 14 mai 1988 : député de Vaucluse (scrutin proportionnel)
- 13 mars 1983 - 19 mars 1989 : maire d'Avignon (Vaucluse)
- 17 juin 1984 - 1987 : député européen
- 17 mars 1985 - 29 mars 1992 : conseiller général du canton d'Avignon-Est
- Conseiller Régional - Président de la Commission Culture